# Stará Voda (Karlovy Vary)
Stará Voda é uma comuna checa localizada na região de Karlovy Vary, distrito de Cheb‎.